# Pepe (calciatore)
Pepe, pseudonimo di Képler Laveran Lima Ferreira (Maceió, 26 febbraio 1983), è un ex calciatore brasiliano naturalizzato portoghese, di ruolo difensore. Con la nazionale portoghese è stato campione d'Europa nel 2016 e ha vinto la UEFA Nations League 2018-2019.
Dopo aver esordito nel Marítimo, è emerso a livello internazionale vestendo la maglia del Porto, con cui ha vinto quattro Campionati portoghesi, cinque Coppe del Portogallo, una Coppa di Lega portoghese, tre Supercoppe di Portogallo e una Coppa Intercontinentale. Ha legato la sua carriera con i club principalmente al Real Madrid, con cui, nell'arco di dieci stagioni, ha vinto tre campionati spagnoli, due Coppe di Spagna, due Supercoppe di Spagna, tre UEFA Champions League, due Supercoppe UEFA e due Mondiali per club.
Con la nazionale portoghese ha partecipato a quattro campionati del mondo (2010, 2014, 2018 e 2022), a cinque campionati d'Europa (2008, 2012, 2016, 2020 e 2024) – vincendo quello del 2016, primo titolo ottenuto dal Portogallo –, a una Confederations Cup (2017) e alla fase finale di una Nations League (2018-2019) – vincendo anche quest'ultima.

## Caratteristiche tecniche
Difensore centrale arcigno, in possesso di grande forza fisica e buoni mezzi tecnici, le sue abilità come calciatore non si estendono solo al gioco in difesa, anche in attacco è pericoloso, in particolare per via del suo ottimo stacco aereo ha dato più volte sfoggio del suo tiro di testa. Era stato spesso criticato per il suo gioco duro e per la sua antisportività,come dimostrato dai 23 cartellini rossi e gli oltre 220 cartellini gialli presi durante la sua carriera.

## Carriera

### Club

#### Marítimo e Porto
Pepe inizia la propria carriera nel Corinthians Alagoano, club della sua città natale, in Brasile. Successivamente si trasferisce in Portogallo, dove milita nella seconda squadra del Maritimo fino al 2002. Gioca poi per due stagioni nella prima squadra del club di Madera, mettendo a segno 3 gol in 66 partite tra campionato e coppa. Nell'estate 2003 sembrava vicino a trasferirsi allo Sporting Lisbona, dove gli fu concesso di allenarsi per un breve periodo, ma alla fine i due club non hanno trovato un accordo.
Nell'estate del 2004 passa quindi per un milione di euro al Porto, dove si distingue per le sue ottime abilità difensive. Pepe milita nel club di Porto per tre stagioni, in cui vince per due volte la Primeira Liga, due volte la Coppa di Portogallo e una volta la Supercoppa portoghese, e totalizzando complessivamente 88 presenze e 3 gol.

#### Real Madrid

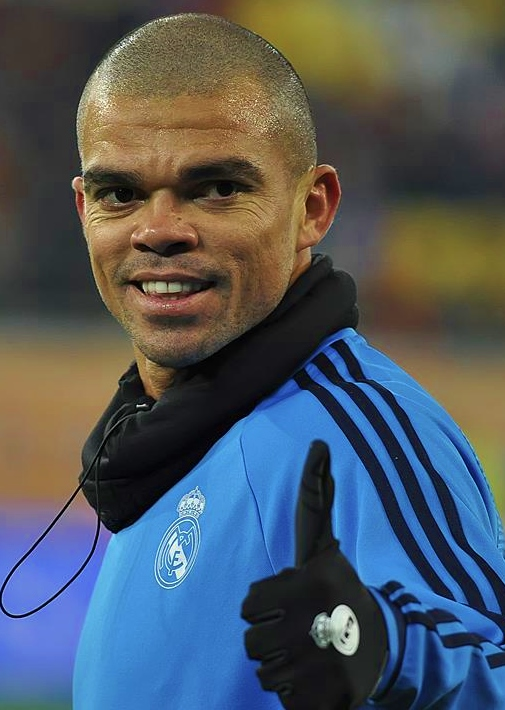
Pepe in riscaldamento pre-partita con il Real Madrid nel 2015

Il 10 luglio 2007, Pepe firma per il Real Madrid, per la cifra di 30 milioni di euro. Nella prima stagione gioca solamente 19 partite con il club spagnolo, che tuttavia vince la Primera División. Gioca la seconda stagione da titolare totalizzando 26 gare in campionato e 32 in totale, ancora senza gol. L'annata successiva, a causa di un infortunio viene impiegato per solo 10 partite; segna però il suo primo e unico gol stagionale in maglia madrilena, decidendo la vittoriosa trasferta contro il Deportivo de La Coruña (0-1). Nella stagione 2010-2011 vince la Coppa del Re, battendo in finale i rivali del Barcellona, nel secondo tempo supplementare, con un gol di Cristiano Ronaldo.
A Madrid, Pepe si fa notare suo malgrado anche per il suo carattere rissoso. Nelle ultime giornate del campionato 2008-2009 riceve una squalifica-record di 10 giornate a seguito dei calci dati a Javier Casquero e del pugno dato a Juan Albín, giocatori del Getafe, e degli insulti alla terna arbitrale. Il 27 aprile 2011, nella semifinale di UEFA Champions League contro il Barcellona, viene espulso nel secondo tempo per un fallo su Dani Alves, lasciando i suoi in inferiorità numerica; la gara finirà sul 2-0 per i catalani.
Inizia la stagione 2011-2012 vincendo la Supercoppa di Spagna 2012 nella doppia sfida contro il Barcellona. Nel maggio del 2014 vince Champions League con il Real Madrid, la cosiddetta Décima del club, mentre nel dicembre dello stesso anno vince anche il mondiale per club. Il 28 maggio 2016 vince nuovamente la Champions League. L'anno successivo si aggiudica sia il campionato sia, per la terza volta in carriera, la Champions League. Al termine della stagione si svincola dal club madrileno.

#### Beşiktaş, ritorno al Porto e ritiro

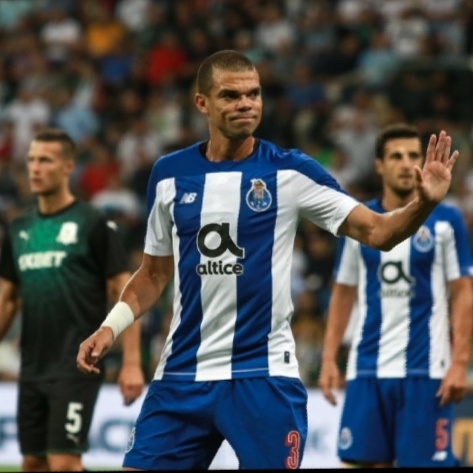
Pepe al Porto nel 2019

Il 5 luglio 2017, dopo dieci anni a Madrid, si accasa ai turchi del Beşiktaş, Debutta il successivo 6 agosto, nella finale di Supercoppa di Turchia persa per 1-2 a Samsun contro il Konyaspor. Il 13 dello stesso mese segna il primo gol con il club di Istanbul, in una gara di campionato contro l'Antalyaspor.
Il 17 dicembre 2018 la squadra turca rende noto che il contratto è stato rescisso consensualmente: Pepe decide di versare a proprie spese l'ultima mensilità ad alcuni impiegati del club fra cui cuochi, giardinieri e autisti, per aiutare il club istanbuliota, in una situazione finanziaria critica. Chiude l'esperienza turca con 52 presenze e 7 reti (di cui 2 nei turni preliminari dell'Europa League 2018-2019) in tutte le competizioni.
L'8 gennaio 2019 si accorda con il Porto, facendo ritorno nel club dopo dodici anni.
il 21 gennaio raggiunge le 700 presenze coi club.
L'8 agosto 2024 comunica ufficialmente il suo ritiro dal calcio giocato.

### Nazionale

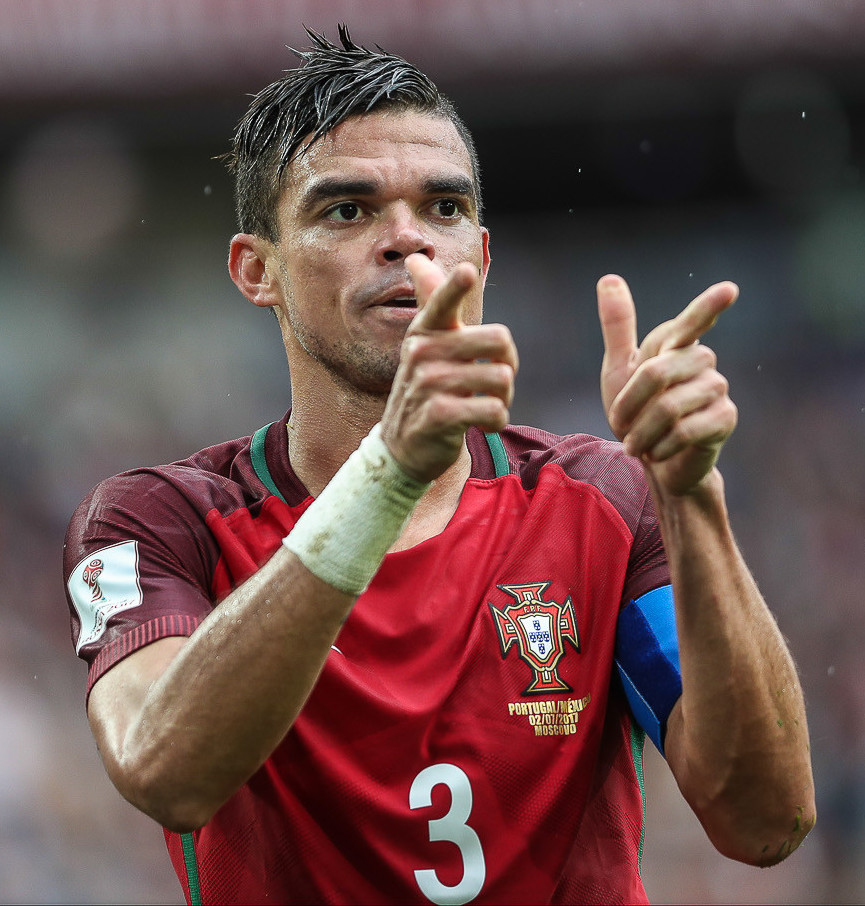
Pepe capitano della nazionale portoghese nella Confederations Cup 2017

Nell'agosto 2007 ha ottenuto la cittadinanza portoghese. Non avendo mai giocato per alcuna rappresentativa nazionale brasiliana, nel 2008 è stato convocato dal commissario tecnico della nazionale portoghese, Luiz Felipe Scolari, per disputare il campionato d'Europa 2008. Nonostante il grave infortunio del dicembre 2009, ha fatto parte della rosa portoghese per il successivo campionato del mondo 2010.
Nel giugno del 2012 il selezionatore lusitano Paulo Bento lo inserisce nella lista dei 23 per partecipare alla fase finale del campionato d'Europa 2012 in Polonia e Ucraina. Nella seconda giornata del girone eliminatorio realizza il gol del momentaneo 1-0 contro la Danimarca, partita che gli iberici vinceranno 2-3.
Il 16 giugno 2014, all'esordio nel campionato del mondo 2014 contro la Germania, viene espulso nel corso del primo tempo dopo aver dato una testata a Thomas Müller.
Viene convocato per il campionato d'Europa 2016 in Francia, dove partecipa al primo trionfo calcistico nella storia del Portogallo: il 10 luglio si laurea campione d'Europa dopo la vittoria in finale sulla Francia padrona di casa per 1-0, ottenuta grazie alla rete decisiva di Éder durante i tempi supplementari.
Viene convocato al campionato del mondo 2018 dove, negli ottavi di finale, trova il gol del provvisorio 1-1 nella sconfitta per 2-1 contro l'Uruguay.
Il 6 settembre 2018, nell'amichevole pareggiata per 1-1 contro la Croazia, colleziona la 100ª presenza in nazionale, siglando nell'occasione anche il gol del definitivo pareggio. Viene omaggiato nella partita successiva contro l'Italia, valevole per la neonata Nations League, con uno striscione dei tifosi e una targa consegnatagli prima del match per il traguardo raggiunto. Il 9 giugno 2019 si laurea campione nella prima edizione della Nations League, con i lusitani che vincono per 1-0 la finale contro i Paesi Bassi.
Convocato per la fase finale del campionato d'Europa 2020, posticipato all'estate 2021 per via della pandemia di COVID-19, si conferma titolare nella retroguardia del Portogallo campione uscente, che viene eliminato agli ottavi dal Belgio (1-0).
Il 9 giugno 2022, in occasione del successo per 2-0 contro la Rep. Ceca in Nations League, con 127 gare giocate raggiunge Luís Figo al terzo posto nella classifica dei giocatori più presenti nella storia della nazionale lusitana.
Convocato per i Mondiali di calcio 2022 in Qatar, il 6 dicembre 2022 mette a segno un gol nell'ottavo contro la Svizzera vinto 6-1 dai lusitani; questa rete lo rende il giocatore più vecchio a segnare nella fase ad eliminazione diretta di un mondiale a 39 anni e 283 giorni.
Convocato ai campionati europei di calcio 2024 in Germania, grazie alla presenza nella partita vinta 2-1 contro la Rep. Ceca il 18 giugno 2024, diventa il giocatore più vecchio a giocare nella competizione a 41 anni e 113 giorni.

## Statistiche

### Presenze e reti nei club
Statistiche aggiornate all'11 giugno 2024.
| Stagione           | Squadra            | Campionato         | Campionato | Campionato | Coppe nazionali | Coppe nazionali | Coppe nazionali | Coppe continentali | Coppe continentali | Coppe continentali | Altre coppe | Altre coppe | Altre coppe | Totale | Totale |
| Stagione           | Squadra            | Comp               | Pres       | Reti       | Comp            | Pres            | Reti            | Comp               | Pres               | Reti               | Comp        | Pres        | Reti        | Pres   | Reti   |
| ------------------ | ------------------ | ------------------ | ---------- | ---------- | --------------- | --------------- | --------------- | ------------------ | ------------------ | ------------------ | ----------- | ----------- | ----------- | ------ | ------ |
| 2001-2002          | Marítimo B         | SD                 | 14         | 1          | -               | -               | -               | -                  | -                  | -                  | -           | -           | -           | 14     | 1      |
| 2001-2002          | Marítimo           | PL                 | 4          | 0          | CP              | 0               | 0               | CU                 | 0                  | 0                  | -           | -           | -           | 4      | 0      |
| 2002-2003          | Marítimo           | PL                 | 29         | 2          | CP              | 1               | 0               | -                  | -                  | -                  | -           | -           | -           | 30     | 2      |
| 2003-2004          | Marítimo           | PL                 | 30         | 1          | CP              | 2               | 0               | -                  | -                  | -                  | -           | -           | -           | 32     | 1      |
| Totale Marítimo    | Totale Marítimo    | Totale Marítimo    | 63         | 3          |                 | 3               | 0               |                    | -                  | -                  |             | -           | -           | 66     | 3      |
| 2004-2005          | Porto              | PL                 | 15         | 1          | CP              | 1               | 0               | UCL                | 5                  | 0                  | SP+SU+CInt  | 0+1+0       | 0           | 22     | 1      |
| 2005-2006          | Porto              | PL                 | 24         | 1          | CP              | 4               | 0               | UCL                | 5                  | 2                  | -           | -           | -           | 33     | 3      |
| 2006-2007          | Porto              | PL                 | 25         | 4          | CP              | 0               | 0               | UCL                | 8                  | 0                  | SP          | 1           | 0           | 34     | 4      |
| 2007-2008          | Real Madrid        | PD                 | 19         | 0          | CR              | 1               | 0               | UCL                | 3                  | 0                  | SS          | 2           | 0           | 25     | 0      |
| 2008-2009          | Real Madrid        | PD                 | 26         | 0          | CR              | 0               | 0               | UCL                | 5                  | 0                  | SS          | 1           | 0           | 32     | 0      |
| 2009-2010          | Real Madrid        | PD                 | 10         | 1          | CR              | 1               | 0               | UCL                | 6                  | 0                  | -           | -           | -           | 17     | 1      |
| 2010-2011          | Real Madrid        | PD                 | 26         | 1          | CR              | 4               | 0               | UCL                | 8                  | 0                  | -           | -           | -           | 38     | 1      |
| 2011-2012          | Real Madrid        | PD                 | 29         | 1          | CR              | 5               | 0               | UCL                | 9                  | 0                  | SS          | 2           | 0           | 45     | 1      |
| 2012-2013          | Real Madrid        | PD                 | 28         | 1          | CR              | 2               | 0               | UCL                | 11                 | 1                  | SS          | 1           | 0           | 42     | 2      |
| 2013-2014          | Real Madrid        | PD                 | 30         | 4          | CR              | 7               | 1               | UCL                | 11                 | 0                  | -           | -           | -           | 48     | 5      |
| 2014-2015          | Real Madrid        | PD                 | 27         | 2          | CR              | 1               | 0               | UCL                | 6                  | 0                  | SU+SS+Cmc   | 1+1+2       | 0           | 38     | 2      |
| 2015-2016          | Real Madrid        | PD                 | 21         | 1          | CR              | 1               | 0               | UCL                | 9                  | 0                  | -           | -           | -           | 31     | 1      |
| 2016-2017          | Real Madrid        | PD                 | 13         | 2          | CR              | 2               | 0               | UCL                | 3                  | 0                  | SU+Cmc      | 0           | 0           | 18     | 2      |
| Totale Real Madrid | Totale Real Madrid | Totale Real Madrid | 229        | 13         |                 | 24              | 1               |                    | 71                 | 1                  |             | 10          | 0           | 334    | 15     |
| 2017-2018          | Beşiktaş           | SL                 | 23         | 2          | TK              | 5               | 0               | UCL                | 6                  | 0                  | ST          | 1           | 0           | 35     | 2      |
| 2018-gen. 2019     | Beşiktaş           | SL                 | 10         | 3          | TK              | 0               | 0               | UEL                | 7                  | 2                  | -           | -           | -           | 17     | 5      |
| Totale Beşiktaş    | Totale Beşiktaş    | Totale Beşiktaş    | 33         | 5          |                 | 5               | 0               |                    | 13                 | 2                  |             | -           | -           | 52     | 7      |
| gen.-giu. 2019     | Porto              | PL                 | 13         | 2          | CP+CdL          | 3+2             | 0               | UCL                | 3                  | 0                  | SP          | -           | -           | 21     | 2      |
| 2019-2020          | Porto              | PL                 | 25         | 1          | CP+CdL          | 2+1             | 0               | UCL+UEL            | 2+7                | 0                  | -           | -           | -           | 37     | 1      |
| 2020-2021          | Porto              | PL                 | 27         | 2          | CP+CdL          | 4+2             | 0               | UCL                | 6                  | 0                  | SP          | 1           | 0           | 40     | 2      |
| 2021-2022          | Porto              | PL                 | 21         | 1          | CP+CdL          | 3+0             | 0               | UCL+UEL            | 5+4                | 0                  | -           | -           | -           | 33     | 1      |
| 2022-2023          | Porto              | PL                 | 24         | 0          | CP+CdL          | 5+2             | 0               | UCL                | 4                  | 0                  | SP          | 1           | 0           | 36     | 0      |
| 2023-2024          | Porto              | PL                 | 22         | 1          | CP+CdL          | 4+0             | 0               | UCL                | 7                  | 2                  | SP          | 1           | 0           | 34     | 3      |
| Totale Porto       | Totale Porto       | Totale Porto       | 196        | 13         |                 | 33              | 0               |                    | 56                 | 4                  |             | 5           | 0           | 290    | 17     |
| Totale carriera    | Totale carriera    | Totale carriera    | 535        | 35         |                 | 65              | 1               |                    | 139                | 7                  |             | 16          | 0           | 756    | 43     |

### Cronologia presenze e reti in nazionale
| Cronologia completa delle presenze e delle reti in nazionale ― Portogallo | Cronologia completa delle presenze e delle reti in nazionale ― Portogallo | Cronologia completa delle presenze e delle reti in nazionale ― Portogallo | Cronologia completa delle presenze e delle reti in nazionale ― Portogallo | Cronologia completa delle presenze e delle reti in nazionale ― Portogallo | Cronologia completa delle presenze e delle reti in nazionale ― Portogallo | Cronologia completa delle presenze e delle reti in nazionale ― Portogallo | Cronologia completa delle presenze e delle reti in nazionale ― Portogallo |
| Data                                                                      | Città                                                                     | In casa                                                                   | Risultato                                                                 | Ospiti                                                                    | Competizione                                                              | Reti                                                                      | Note                                                                      |
| ------------------------------------------------------------------------- | ------------------------------------------------------------------------- | ------------------------------------------------------------------------- | ------------------------------------------------------------------------- | ------------------------------------------------------------------------- | ------------------------------------------------------------------------- | ------------------------------------------------------------------------- | ------------------------------------------------------------------------- |
| 21-11-2007                                                                | Porto                                                                     | Portogallo                                                                | 0 – 0                                                                     | Finlandia                                                                 | Qual. Euro 2008                                                           | -                                                                         |                                                                           |
| 26-3-2008                                                                 | Düsseldorf                                                                | Grecia                                                                    | 2 – 1                                                                     | Portogallo                                                                | Amichevole                                                                | -                                                                         | 31’ 46’                                                                   |
| 31-5-2008                                                                 | Viseu                                                                     | Portogallo                                                                | 2 – 0                                                                     | Georgia                                                                   | Amichevole                                                                | -                                                                         | 62’                                                                       |
| 7-6-2008                                                                  | Ginevra                                                                   | Portogallo                                                                | 2 – 0                                                                     | Turchia                                                                   | Euro 2008 - 1º turno                                                      | 1                                                                         |                                                                           |
| 11-6-2008                                                                 | Ginevra                                                                   | Rep. Ceca                                                                 | 1 – 3                                                                     | Portogallo                                                                | Euro 2008 - 1º turno                                                      | -                                                                         |                                                                           |
| 15-6-2008                                                                 | Basilea                                                                   | Svizzera                                                                  | 2 – 0                                                                     | Portogallo                                                                | Euro 2008 - 1º turno                                                      | -                                                                         |                                                                           |
| 19-6-2008                                                                 | Basilea                                                                   | Portogallo                                                                | 2 – 3                                                                     | Germania                                                                  | Euro 2008 - Quarti di finale                                              | -                                                                         | 60’                                                                       |
| 20-8-2008                                                                 | Leiria                                                                    | Portogallo                                                                | 5 – 0                                                                     | Fær Øer                                                                   | Amichevole                                                                | -                                                                         |                                                                           |
| 6-9-2008                                                                  | Ta' Qali                                                                  | Malta                                                                     | 0 – 4                                                                     | Portogallo                                                                | Qual. Mondiali 2010                                                       | -                                                                         |                                                                           |
| 10-9-2008                                                                 | Lisbona                                                                   | Portogallo                                                                | 2 – 3                                                                     | Danimarca                                                                 | Qual. Mondiali 2010                                                       | -                                                                         |                                                                           |
| 11-10-2008                                                                | Solna                                                                     | Svezia                                                                    | 0 – 0                                                                     | Portogallo                                                                | Qual. Mondiali 2010                                                       | -                                                                         |                                                                           |
| 15-10-2008                                                                | Braga                                                                     | Portogallo                                                                | 0 – 0                                                                     | Albania                                                                   | Qual. Mondiali 2010                                                       | -                                                                         |                                                                           |
| 19-11-2008                                                                | Gama                                                                      | Brasile                                                                   | 6 – 2                                                                     | Portogallo                                                                | Amichevole                                                                | -                                                                         |                                                                           |
| 11-2-2009                                                                 | Faro                                                                      | Portogallo                                                                | 1 – 0                                                                     | Finlandia                                                                 | Amichevole                                                                | -                                                                         | 46’                                                                       |
| 28-3-2009                                                                 | Porto                                                                     | Portogallo                                                                | 0 – 0                                                                     | Svezia                                                                    | Qual. Mondiali 2010                                                       | -                                                                         |                                                                           |
| 31-3-2009                                                                 | Losanna                                                                   | Portogallo                                                                | 2 – 0                                                                     | Sudafrica                                                                 | Amichevole                                                                | -                                                                         | 74’                                                                       |
| 6-6-2009                                                                  | Tirana                                                                    | Albania                                                                   | 1 – 2                                                                     | Portogallo                                                                | Qual. Mondiali 2010                                                       | -                                                                         | 80’                                                                       |
| 10-6-2009                                                                 | Tallinn                                                                   | Estonia                                                                   | 0 – 0                                                                     | Portogallo                                                                | Amichevole                                                                | -                                                                         | 59’                                                                       |
| 12-8-2009                                                                 | Vaduz                                                                     | Liechtenstein                                                             | 0 – 3                                                                     | Portogallo                                                                | Amichevole                                                                | -                                                                         |                                                                           |
| 5-9-2009                                                                  | Copenaghen                                                                | Danimarca                                                                 | 1 – 1                                                                     | Portogallo                                                                | Qual. Mondiali 2010                                                       | -                                                                         |                                                                           |
| 9-9-2009                                                                  | Budapest                                                                  | Ungheria                                                                  | 0 – 1                                                                     | Portogallo                                                                | Qual. Mondiali 2010                                                       | 1                                                                         | 69’                                                                       |
| 14-10-2009                                                                | Guimarães                                                                 | Portogallo                                                                | 4 – 0                                                                     | Malta                                                                     | Qual. Mondiali 2010                                                       | -                                                                         | 84’                                                                       |
| 14-11-2009                                                                | Lisbona                                                                   | Portogallo                                                                | 1 – 0                                                                     | Bosnia ed Erzegovina                                                      | Qual. Mondiali 2010                                                       | -                                                                         |                                                                           |
| 18-11-2009                                                                | Zenica                                                                    | Bosnia ed Erzegovina                                                      | 0 – 1                                                                     | Portogallo                                                                | Qual. Mondiali 2010                                                       | -                                                                         |                                                                           |
| 8-6-2010                                                                  | Johannesburg                                                              | Portogallo                                                                | 3 – 0                                                                     | Mozambico                                                                 | Amichevole                                                                | -                                                                         | 77’                                                                       |
| 25-6-2010                                                                 | Durban                                                                    | Portogallo                                                                | 0 – 0                                                                     | Brasile                                                                   | Mondiali 2010 - 1º turno                                                  | -                                                                         | 40’ 64’                                                                   |
| 29-6-2010                                                                 | Città del Capo                                                            | Spagna                                                                    | 1 – 0                                                                     | Portogallo                                                                | Mondiali 2010 - Ottavi di finale                                          | -                                                                         | 72’                                                                       |
| 8-10-2010                                                                 | Porto                                                                     | Portogallo                                                                | 3 – 1                                                                     | Danimarca                                                                 | Qual. Euro 2012                                                           | -                                                                         |                                                                           |
| 12-10-2010                                                                | Reykjavík                                                                 | Islanda                                                                   | 1 – 3                                                                     | Portogallo                                                                | Qual. Euro 2012                                                           | -                                                                         |                                                                           |
| 17-11-2010                                                                | Lisbona                                                                   | Portogallo                                                                | 4 – 0                                                                     | Spagna                                                                    | Amichevole                                                                | -                                                                         | 46’                                                                       |
| 26-3-2011                                                                 | Leiria                                                                    | Portogallo                                                                | 1 – 1                                                                     | Cile                                                                      | Amichevole                                                                | -                                                                         | 46’                                                                       |
| 29-3-2011                                                                 | Aveiro                                                                    | Portogallo                                                                | 2 – 0                                                                     | Finlandia                                                                 | Amichevole                                                                | -                                                                         | 78’                                                                       |
| 4-6-2011                                                                  | Lisbona                                                                   | Portogallo                                                                | 1 – 0                                                                     | Norvegia                                                                  | Qual. Euro 2012                                                           | -                                                                         |                                                                           |
| 10-8-2011                                                                 | Faro                                                                      | Portogallo                                                                | 5 – 0                                                                     | Lussemburgo                                                               | Amichevole                                                                | -                                                                         | 46’                                                                       |
| 2-9-2011                                                                  | Nicosia                                                                   | Cipro                                                                     | 0 – 4                                                                     | Portogallo                                                                | Qual. Euro 2012                                                           | -                                                                         |                                                                           |
| 11-11-2011                                                                | Zenica                                                                    | Bosnia ed Erzegovina                                                      | 0 – 0                                                                     | Portogallo                                                                | Qual. Euro 2012                                                           | -                                                                         |                                                                           |
| 15-11-2011                                                                | Lisbona                                                                   | Portogallo                                                                | 6 – 2                                                                     | Bosnia ed Erzegovina                                                      | Qual. Euro 2012                                                           | -                                                                         |                                                                           |
| 29-2-2012                                                                 | Varsavia                                                                  | Polonia                                                                   | 0 – 0                                                                     | Portogallo                                                                | Amichevole                                                                | -                                                                         | 66’                                                                       |
| 2-6-2012                                                                  | Lisbona                                                                   | Portogallo                                                                | 1 – 3                                                                     | Turchia                                                                   | Amichevole                                                                | -                                                                         |                                                                           |
| 9-6-2012                                                                  | Leopoli                                                                   | Germania                                                                  | 1 – 0                                                                     | Portogallo                                                                | Euro 2012 - 1º turno                                                      | -                                                                         |                                                                           |
| 13-6-2012                                                                 | Leopoli                                                                   | Danimarca                                                                 | 2 – 3                                                                     | Portogallo                                                                | Euro 2012 - 1º turno                                                      | 1                                                                         |                                                                           |
| 17-6-2012                                                                 | Charkiv                                                                   | Portogallo                                                                | 2 – 1                                                                     | Paesi Bassi                                                               | Euro 2012 - 1º turno                                                      | -                                                                         |                                                                           |
| 21-6-2012                                                                 | Varsavia                                                                  | Rep. Ceca                                                                 | 0 – 1                                                                     | Portogallo                                                                | Euro 2012 - Quarti di finale                                              | -                                                                         |                                                                           |
| 27-6-2012                                                                 | Donec'k                                                                   | Portogallo                                                                | 0 – 0 dts (2 – 4 dtr)                                                     | Spagna                                                                    | Euro 2012 - Semifinale                                                    | -                                                                         | 61’                                                                       |
| 7-9-2012                                                                  | Lussemburgo                                                               | Lussemburgo                                                               | 1 – 2                                                                     | Portogallo                                                                | Qual. Mondiali 2014                                                       | -                                                                         |                                                                           |
| 11-9-2012                                                                 | Braga                                                                     | Portogallo                                                                | 3 – 0                                                                     | Azerbaigian                                                               | Qual. Mondiali 2014                                                       | -                                                                         |                                                                           |
| 12-10-2012                                                                | Mosca                                                                     | Russia                                                                    | 1 – 0                                                                     | Portogallo                                                                | Qual. Mondiali 2014                                                       | -                                                                         |                                                                           |
| 16-10-2012                                                                | Porto                                                                     | Portogallo                                                                | 1 – 1                                                                     | Irlanda del Nord                                                          | Qual. Mondiali 2014                                                       | -                                                                         | 81’                                                                       |
| 14-11-2012                                                                | Libreville                                                                | Gabon                                                                     | 2 – 2                                                                     | Portogallo                                                                | Amichevole                                                                | -                                                                         | Cap. 46’                                                                  |
| 22-3-2013                                                                 | Tel Aviv                                                                  | Israele                                                                   | 3 – 3                                                                     | Portogallo                                                                | Qual. Mondiali 2014                                                       | -                                                                         |                                                                           |
| 26-3-2013                                                                 | Baku                                                                      | Azerbaigian                                                               | 0 – 2                                                                     | Portogallo                                                                | Qual. Mondiali 2014                                                       | -                                                                         | 33’                                                                       |
| 14-8-2013                                                                 | Faro                                                                      | Portogallo                                                                | 1 – 1                                                                     | Paesi Bassi                                                               | Amichevole                                                                | -                                                                         |                                                                           |
| 6-9-2013                                                                  | Belfast                                                                   | Irlanda del Nord                                                          | 2 – 4                                                                     | Portogallo                                                                | Qual. Mondiali 2014                                                       | -                                                                         | 7’                                                                        |
| 10-9-2013                                                                 | Foxborough                                                                | Brasile                                                                   | 3 – 1                                                                     | Portogallo                                                                | Amichevole                                                                | -                                                                         | 46’                                                                       |
| 11-10-2013                                                                | Lisbona                                                                   | Portogallo                                                                | 1 – 1                                                                     | Israele                                                                   | Qual. Mondiali 2014                                                       | -                                                                         | 84’                                                                       |
| 15-11-2013                                                                | Lisbona                                                                   | Portogallo                                                                | 1 – 0                                                                     | Svezia                                                                    | Qual. Mondiali 2014                                                       | -                                                                         |                                                                           |
| 19-11-2013                                                                | Solna                                                                     | Svezia                                                                    | 2 – 3                                                                     | Portogallo                                                                | Qual. Mondiali 2014                                                       | -                                                                         |                                                                           |
| 10-6-2014                                                                 | East Rutherford                                                           | Irlanda                                                                   | 1 – 5                                                                     | Portogallo                                                                | Amichevole                                                                | -                                                                         | 65’                                                                       |
| 16-6-2014                                                                 | Salvador                                                                  | Germania                                                                  | 4 – 0                                                                     | Portogallo                                                                | Mondiali 2014 - 1º turno                                                  | -                                                                         | 37’                                                                       |
| 26-6-2014                                                                 | Brasilia                                                                  | Portogallo                                                                | 2 – 1                                                                     | Ghana                                                                     | Mondiali 2014 - 1º turno                                                  | -                                                                         |                                                                           |
| 7-9-2014                                                                  | Aveiro                                                                    | Portogallo                                                                | 0 – 1                                                                     | Albania                                                                   | Qual. Euro 2016                                                           | -                                                                         |                                                                           |
| 11-10-2014                                                                | Saint-Denis                                                               | Francia                                                                   | 2 – 1                                                                     | Portogallo                                                                | Amichevole                                                                | -                                                                         |                                                                           |
| 14-10-2014                                                                | Copenaghen                                                                | Danimarca                                                                 | 0 – 1                                                                     | Portogallo                                                                | Qual. Euro 2016                                                           | -                                                                         |                                                                           |
| 14-11-2014                                                                | Faro                                                                      | Portogallo                                                                | 1 – 0                                                                     | Armenia                                                                   | Qual. Euro 2016                                                           | -                                                                         | 42’                                                                       |
| 18-11-2014                                                                | Manchester                                                                | Argentina                                                                 | 0 – 1                                                                     | Portogallo                                                                | Amichevole                                                                | -                                                                         | 46’                                                                       |
| 4-9-2015                                                                  | Lisbona                                                                   | Portogallo                                                                | 0 – 1                                                                     | Francia                                                                   | Amichevole                                                                | -                                                                         |                                                                           |
| 7-9-2015                                                                  | Elbasan                                                                   | Albania                                                                   | 0 – 1                                                                     | Portogallo                                                                | Qual. Euro 2016                                                           | -                                                                         |                                                                           |
| 14-11-2015                                                                | Krasnodar                                                                 | Russia                                                                    | 1 – 0                                                                     | Portogallo                                                                | Amichevole                                                                | -                                                                         |                                                                           |
| 25-3-2016                                                                 | Leiria                                                                    | Portogallo                                                                | 0 – 1                                                                     | Bulgaria                                                                  | Amichevole                                                                | -                                                                         |                                                                           |
| 29-3-2016                                                                 | Leiria                                                                    | Portogallo                                                                | 2 – 1                                                                     | Belgio                                                                    | Amichevole                                                                | -                                                                         |                                                                           |
| 8-6-2016                                                                  | Lisbona                                                                   | Portogallo                                                                | 7 – 0                                                                     | Estonia                                                                   | Amichevole                                                                | -                                                                         | 58’                                                                       |
| 14-6-2016                                                                 | Saint-Étienne                                                             | Portogallo                                                                | 1 – 1                                                                     | Islanda                                                                   | Euro 2016 - 1º turno                                                      | -                                                                         |                                                                           |
| 18-6-2016                                                                 | Parigi                                                                    | Portogallo                                                                | 0 – 0                                                                     | Austria                                                                   | Euro 2016 - 1º turno                                                      | -                                                                         | 40’                                                                       |
| 22-6-2016                                                                 | Lione                                                                     | Ungheria                                                                  | 3 – 3                                                                     | Portogallo                                                                | Euro 2016 - 1º turno                                                      | -                                                                         |                                                                           |
| 25-6-2016                                                                 | Lens                                                                      | Croazia                                                                   | 0 – 1 dts                                                                 | Portogallo                                                                | Euro 2016 - Ottavi di finale                                              | -                                                                         |                                                                           |
| 30-6-2016                                                                 | Marsiglia                                                                 | Polonia                                                                   | 1 – 1 dts (3 – 5 dtr)                                                     | Portogallo                                                                | Euro 2016 - Quarti di finale                                              | -                                                                         |                                                                           |
| 10-7-2016                                                                 | Saint-Denis                                                               | Portogallo                                                                | 1 – 0 dts                                                                 | Francia                                                                   | Euro 2016 - Finale                                                        | -                                                                         | 1º titolo europeo                                                         |
| 1-9-2016                                                                  | Porto                                                                     | Portogallo                                                                | 5 – 0                                                                     | Gibilterra                                                                | Amichevole                                                                | 1                                                                         |                                                                           |
| 6-9-2016                                                                  | Basilea                                                                   | Svizzera                                                                  | 2 – 0                                                                     | Portogallo                                                                | Qual. Mondiali 2018                                                       | -                                                                         |                                                                           |
| 7-10-2016                                                                 | Aveiro                                                                    | Portogallo                                                                | 6 – 0                                                                     | Andorra                                                                   | Qual. Mondiali 2018                                                       | -                                                                         | 35’ 72’                                                                   |
| 10-10-2016                                                                | Tórshavn                                                                  | Fær Øer                                                                   | 0 – 6                                                                     | Portogallo                                                                | Qual. Mondiali 2018                                                       | -                                                                         | 60’                                                                       |
| 25-3-2017                                                                 | Lisbona                                                                   | Portogallo                                                                | 3 – 0                                                                     | Ungheria                                                                  | Qual. Mondiali 2018                                                       | -                                                                         |                                                                           |
| 18-6-2017                                                                 | Kazan'                                                                    | Portogallo                                                                | 2 – 2                                                                     | Messico                                                                   | Conf. Cup 2017 - 1º turno                                                 | -                                                                         |                                                                           |
| 18-6-2017                                                                 | Mosca                                                                     | Russia                                                                    | 0 – 1                                                                     | Portogallo                                                                | Conf. Cup 2017 - 1º turno                                                 | -                                                                         | 57’                                                                       |
| 24-6-2017                                                                 | San Pietroburgo                                                           | Nuova Zelanda                                                             | 0 – 4                                                                     | Portogallo                                                                | Conf. Cup 2017 - 1º turno                                                 | -                                                                         | 56’                                                                       |
| 2-7-2017                                                                  | Mosca                                                                     | Portogallo                                                                | 2 – 1                                                                     | Messico                                                                   | Conf. Cup 2017 - Finale 3º posto                                          | 1                                                                         |                                                                           |
| 31-8-2017                                                                 | Porto                                                                     | Portogallo                                                                | 5 – 1                                                                     | Fær Øer                                                                   | Qual. Mondiali 2018                                                       | -                                                                         |                                                                           |
| 3-9-2017                                                                  | Budapest                                                                  | Ungheria                                                                  | 0 – 1                                                                     | Portogallo                                                                | Qual. Mondiali 2018                                                       | -                                                                         |                                                                           |
| 7-10-2017                                                                 | Andorra la Vella                                                          | Andorra                                                                   | 0 – 2                                                                     | Portogallo                                                                | Qual. Mondiali 2018                                                       | -                                                                         |                                                                           |
| 10-10-2017                                                                | Lisbona                                                                   | Portogallo                                                                | 2 – 0                                                                     | Svizzera                                                                  | Qual. Mondiali 2018                                                       | -                                                                         |                                                                           |
| 10-11-2017                                                                | Viseu                                                                     | Portogallo                                                                | 3 – 0                                                                     | Arabia Saudita                                                            | Amichevole                                                                | -                                                                         | 24’ 55’                                                                   |
| 14-11-2017                                                                | Leiria                                                                    | Portogallo                                                                | 1 – 1                                                                     | Stati Uniti                                                               | Amichevole                                                                | -                                                                         | Cap. 10’                                                                  |
| 28-5-2018                                                                 | Braga                                                                     | Portogallo                                                                | 2 – 2                                                                     | Tunisia                                                                   | Amichevole                                                                | -                                                                         | Cap. 63’                                                                  |
| 2-6-2018                                                                  | Bruxelles                                                                 | Belgio                                                                    | 0 – 0                                                                     | Portogallo                                                                | Amichevole                                                                | -                                                                         | Cap. 54’                                                                  |
| 7-6-2018                                                                  | Lisbona                                                                   | Portogallo                                                                | 3 – 0                                                                     | Algeria                                                                   | Amichevole                                                                | -                                                                         | Cap.                                                                      |
| 15-6-2018                                                                 | Soči                                                                      | Portogallo                                                                | 3 – 3                                                                     | Spagna                                                                    | Mondiali 2018 - 1º turno                                                  | -                                                                         |                                                                           |
| 20-6-2018                                                                 | Mosca                                                                     | Portogallo                                                                | 1 – 0                                                                     | Marocco                                                                   | Mondiali 2018 - 1º turno                                                  | -                                                                         |                                                                           |
| 25-6-2018                                                                 | Saransk                                                                   | Iran                                                                      | 1 – 1                                                                     | Portogallo                                                                | Mondiali 2018 - 1º turno                                                  | -                                                                         |                                                                           |
| 30-6-2018                                                                 | Soči                                                                      | Uruguay                                                                   | 2 – 1                                                                     | Portogallo                                                                | Mondiali 2018 - Ottavi di finale                                          | 1                                                                         |                                                                           |
| 6-9-2018                                                                  | Lisbona                                                                   | Portogallo                                                                | 1 – 1                                                                     | Croazia                                                                   | Amichevole                                                                | 1                                                                         | Cap.                                                                      |
| 10-9-2018                                                                 | Lisbona                                                                   | Portogallo                                                                | 1 – 0                                                                     | Italia                                                                    | UEFA Nations League 2018-2019 - 1º turno                                  | -                                                                         | Cap. 90+3’                                                                |
| 11-10-2018                                                                | Chorzów                                                                   | Polonia                                                                   | 2 – 3                                                                     | Portogallo                                                                | UEFA Nations League 2018-2019 - 1º turno                                  | -                                                                         | Cap. 74’                                                                  |
| 20-11-2018                                                                | Guimarães                                                                 | Portogallo                                                                | 1 – 1                                                                     | Polonia                                                                   | UEFA Nations League 2018-2019 - 1º turno                                  | -                                                                         | Cap.                                                                      |
| 22-3-2019                                                                 | Lisbona                                                                   | Portogallo                                                                | 0 – 0                                                                     | Ucraina                                                                   | Qual. Euro 2020                                                           | -                                                                         |                                                                           |
| 25-3-2019                                                                 | Lisbona                                                                   | Portogallo                                                                | 1 – 1                                                                     | Serbia                                                                    | Qual. Euro 2020                                                           | -                                                                         | 45’                                                                       |
| 5-6-2019                                                                  | Porto                                                                     | Portogallo                                                                | 3 – 1                                                                     | Svizzera                                                                  | UEFA Nations League 2018-2019 - Semifinale                                | -                                                                         | 63’                                                                       |
| 11-10-2019                                                                | Lisbona                                                                   | Portogallo                                                                | 3 – 0                                                                     | Lussemburgo                                                               | Qual. Euro 2020                                                           | -                                                                         |                                                                           |
| 14-10-2019                                                                | Kiev                                                                      | Ucraina                                                                   | 2 – 1                                                                     | Portogallo                                                                | Qual. Euro 2020                                                           | -                                                                         | 26’                                                                       |
| 5-9-2020                                                                  | Porto                                                                     | Portogallo                                                                | 4 – 1                                                                     | Croazia                                                                   | UEFA Nations League 2020-2021 - 1º turno                                  | -                                                                         |                                                                           |
| 8-9-2020                                                                  | Stoccolma                                                                 | Svezia                                                                    | 0 – 2                                                                     | Portogallo                                                                | UEFA Nations League 2020-2021 - 1º turno                                  | -                                                                         |                                                                           |
| 7-10-2020                                                                 | Lisbona                                                                   | Portogallo                                                                | 0 – 0                                                                     | Spagna                                                                    | Amichevole                                                                | -                                                                         | 46’                                                                       |
| 11-10-2020                                                                | Saint-Denis                                                               | Francia                                                                   | 0 – 0                                                                     | Portogallo                                                                | UEFA Nations League 2020-2021 - 1º turno                                  | -                                                                         |                                                                           |
| 14-10-2020                                                                | Lisbona                                                                   | Portogallo                                                                | 3 – 0                                                                     | Svezia                                                                    | UEFA Nations League 2020-2021 - 1º turno                                  | -                                                                         | Cap.                                                                      |
| 4-6-2021                                                                  | Madrid                                                                    | Spagna                                                                    | 0 – 0                                                                     | Portogallo                                                                | Amichevole                                                                | -                                                                         | 59’                                                                       |
| 9-6-2021                                                                  | Lisbona                                                                   | Portogallo                                                                | 4 – 0                                                                     | Israele                                                                   | Amichevole                                                                | -                                                                         |                                                                           |
| 15-6-2021                                                                 | Budapest                                                                  | Ungheria                                                                  | 0 – 3                                                                     | Portogallo                                                                | Euro 2020 - 1º turno                                                      | -                                                                         |                                                                           |
| 19-6-2021                                                                 | Monaco di Baviera                                                         | Portogallo                                                                | 2 – 4                                                                     | Germania                                                                  | Euro 2020 - 1º turno                                                      | -                                                                         |                                                                           |
| 23-6-2021                                                                 | Budapest                                                                  | Portogallo                                                                | 2 – 2                                                                     | Francia                                                                   | Euro 2020 - 1º turno                                                      | -                                                                         |                                                                           |
| 27-6-2021                                                                 | Siviglia                                                                  | Belgio                                                                    | 1 – 0                                                                     | Portogallo                                                                | Euro 2020 - Ottavi di finale                                              | -                                                                         | 77’                                                                       |
| 1-9-2021                                                                  | Faro                                                                      | Portogallo                                                                | 2 – 1                                                                     | Irlanda                                                                   | Qual. Mondiali 2022                                                       | -                                                                         |                                                                           |
| 7-9-2021                                                                  | Baku                                                                      | Azerbaigian                                                               | 0 – 3                                                                     | Portogallo                                                                | Qual. Mondiali 2022                                                       | -                                                                         |                                                                           |
| 12-10-2021                                                                | Faro                                                                      | Portogallo                                                                | 5 – 0                                                                     | Lussemburgo                                                               | Qual. Mondiali 2022                                                       | -                                                                         |                                                                           |
| 11-11-2021                                                                | Dublino                                                                   | Irlanda                                                                   | 0 – 0                                                                     | Portogallo                                                                | Qual. Mondiali 2022                                                       | -                                                                         | 72’, 82’                                                                  |
| 29-3-2022                                                                 | Porto                                                                     | Portogallo                                                                | 2 – 0                                                                     | Macedonia del Nord                                                        | Qual. Mondiali 2022                                                       | -                                                                         |                                                                           |
| 2-6-2022                                                                  | Siviglia                                                                  | Spagna                                                                    | 1 – 1                                                                     | Portogallo                                                                | UEFA Nations League 2022-2023 - 1º turno                                  | -                                                                         | 90+3’                                                                     |
| 5-6-2022                                                                  | Lisbona                                                                   | Portogallo                                                                | 4 – 0                                                                     | Svizzera                                                                  | UEFA Nations League 2022-2023 - 1º turno                                  | -                                                                         |                                                                           |
| 9-6-2022                                                                  | Lisbona                                                                   | Portogallo                                                                | 2 – 0                                                                     | Rep. Ceca                                                                 | UEFA Nations League 2022-2023 - 1º turno                                  | -                                                                         |                                                                           |
| 12-6-2022                                                                 | Lancy                                                                     | Svizzera                                                                  | 1 – 0                                                                     | Portogallo                                                                | UEFA Nations League 2022-2023 - 1º turno                                  | -                                                                         | Cap.                                                                      |
| 17-11-2022                                                                | Lisbona                                                                   | Portogallo                                                                | 4 – 0                                                                     | Nigeria                                                                   | Amichevole                                                                | -                                                                         | 46’                                                                       |
| 28-11-2022                                                                | Lusail                                                                    | Portogallo                                                                | 2 – 0                                                                     | Uruguay                                                                   | Mondiali 2022 - 1º turno                                                  | -                                                                         |                                                                           |
| 2-12-2022                                                                 | Al Rayyan                                                                 | Corea del Sud                                                             | 2 – 1                                                                     | Portogallo                                                                | Mondiali 2022 - 1º turno                                                  | -                                                                         |                                                                           |
| 6-12-2022                                                                 | Lusail                                                                    | Portogallo                                                                | 6 – 1                                                                     | Svizzera                                                                  | Mondiali 2022 - Ottavi di finale                                          | 1                                                                         | Cap.                                                                      |
| 10-12-2022                                                                | Doha                                                                      | Marocco                                                                   | 1 – 0                                                                     | Portogallo                                                                | Mondiali 2022 - Quarti di finale                                          | -                                                                         | Cap.                                                                      |
| 20-6-2023                                                                 | Reykjavík                                                                 | Islanda                                                                   | 0 – 1                                                                     | Portogallo                                                                | Qual. Euro 2024                                                           | -                                                                         |                                                                           |
| 21-3-2024                                                                 | Guimarães                                                                 | Portogallo                                                                | 5 – 2                                                                     | Svezia                                                                    | Amichevole                                                                | -                                                                         | Cap. 46’                                                                  |
| 26-3-2024                                                                 | Lubiana                                                                   | Slovenia                                                                  | 2 – 0                                                                     | Portogallo                                                                | Amichevole                                                                | -                                                                         | 46’                                                                       |
| 11-6-2024                                                                 | Aveiro                                                                    | Portogallo                                                                | 3 – 0                                                                     | Irlanda                                                                   | Amichevole                                                                | -                                                                         | 46’                                                                       |
| 18-6-2024                                                                 | Lipsia                                                                    | Portogallo                                                                | 2 – 1                                                                     | Rep. Ceca                                                                 | Euro 2024 - 1º turno                                                      | -                                                                         |                                                                           |
| 22-6-2024                                                                 | Dortmund                                                                  | Turchia                                                                   | 0 – 3                                                                     | Portogallo                                                                | Euro 2024 - 1º turno                                                      | -                                                                         | 83’                                                                       |
| 1-7-2024                                                                  | Francoforte sul Meno                                                      | Portogallo                                                                | 0 – 0 dts (3 – 0 dtr)                                                     | Slovenia                                                                  | Euro 2024 - Ottavi di finale                                              | -                                                                         | 118’                                                                      |
| 5-7-2024                                                                  | Amburgo                                                                   | Portogallo                                                                | 0 – 0 dts (3 – 5 dtr)                                                     | Francia                                                                   | Euro 2024 - Quarti di finale                                              | -                                                                         |                                                                           |
| Totale                                                                    |                                                                           | Presenze (3º posto)                                                       | 141                                                                       |                                                                           | Reti                                                                      | 8                                                                         |                                                                           |

### Record
- Calciatore più anziano ad aver segnato nella fase ad eliminazione diretta della Coppa del Mondo.[33]
- Calciatore di movimento più anziano ad aver disputato una gara di Champions League a 41 anni e 15 giorni.
- Calciatore più anziano ad aver segnato un gol in Champions League a 40 anni, 9 mesi e 17 giorni.
- Calciatore più anziano ad aver disputato una partita nella fase ad eliminazione diretta di Champions League.
- Calciatore più anziano ad aver disputato una partita nella fase finale di un Europeo a 41 anni, 4 mesi e 10 giorni.

## Palmarès

### Club

#### Competizioni nazionali
- Campionato portoghese: 4

Porto: 2005-2006, 2006-2007, 2019-2020, 2021-2022
- Coppa del Portogallo: 5

Porto: 2005-2006, 2019-2020, 2021-2022, 2022-2023, 2023-2024
- Supercoppa di Portogallo: 3

Porto: 2006, 2020, 2022
- Campionato spagnolo: 3

Real Madrid: 2007-2008, 2011-2012, 2016-2017
- Supercoppa di Spagna: 2

Real Madrid: 2008, 2012
- Coppa di Spagna: 2

Real Madrid: 2010-2011, 2013-2014
- Coppa di Lega portoghese: 1

Porto: 2022-2023

#### Competizioni internazionali
- Coppa Intercontinentale: 1

Porto: 2004
- UEFA Champions League: 3

Real Madrid: 2013-2014, 2015-2016, 2016-2017
- Supercoppa UEFA: 2

Real Madrid: 2014, 2016
- Coppa del mondo per club: 2

Real Madrid: 2014, 2016

### Nazionale
- Campionato d'Europa: 1

Francia 2016
- UEFA Nations League: 1

2018-2019

### Individuale
- Europei Top 11: 2

Polonia-Ucraina 2012, Francia 2016
- ESM Team of the Year: 1

2013-2014
- Squadra della stagione della UEFA Champions League: 1

2013-2014